# Огида (персонаж)
Огида (англ. The Abomination), справжнє ім'я Еміль Блонський (англ. Emil Blonsky) — вигаданий суперлиходій з коміксів американського видавництва Marvel Comics. Персонаж вперше з'явився у Tales to Astonish #90 (квітень 1967), він був створений сценаристом Стеном Лі та художником Ґілом Кейном, з концепцією бути суперником Галка.
Дебютувавши під час Срібного столітті коміксів, персонажа Огиду зображали у різних продуктах Marvel, як-от аркади, відеоігри, анімаційні телесеріали, а також товарах, наприклад: фігурках і торгових картах; також персонаж з'являється у фільмі Кіновсесвіту Mavrel «Неймовірний Халк» 2008 року, де його зіграв Тім Рот.
У 2009 році Огида отримав 54-е місце у "Найвеличніших лиходіїв коміксів всіх часів" за версією IGN.

## Історія
Стен Лі спочатку обрав ім'я "Огида", яке, на скільки він знав, не належало жодному іншому персонажу, перш ніж задуматися про походження і зовнішності персонажа. Лі згадав, що він просто сказав художнику Ґілу Кейну: "зроби його більшим й сильнішим за Галка, і ми будемо з ним дуже веселитися."
Еміль Блонський вперше з'явився у серії Tales to Astonish, де був представлений як агент КДБ і шпигун, який став Огидою після того, як свідомо зазнав впливу більшої кількості того ж гамма-випромінювання, яке перетворило Брюса Беннера в його альтер его (Галк), використовуючи машину, яку Беннер планував використовувати для самогубства. У своєму першому появі Блонський став великим лускатим гуманоїдом, навіть сильнішим за Галк. Відповідно до побажань Лі, персонаж переміг Галка в їх першому бою.
Персонаж був показаний у багатьох серій Marvel, поступово переходячи від бездумного дикого звіра до майстра-інтригану, до замученої душі і, нарешті, до розкаяного лиходія й випадкового захисника слабких, перш ніж він загинув у битві.

## В інших медіа

### Фільми
- Тім Рот зіграв Еміля Блонського у фільмі Кіновсесвіту Mavrel «Неймовірний Халк» 2008 року, де він також робив захоплення руху й голосу для Огиди, що було змінено у цифровому вигляді. У сюжеті фільму Блонський є британським королівським морським піхотинцем російського походження, якого завербували до підрозділу Генерала Росса, що полює на Галка. Капітан Блонський хотів знову пережити дні своєї слави і зголосився на ін'єкцію зразка відтвореної сироватки супер солдата, яку колись розробляли разом з Беннером. Його фізичні дані покращилися, але Галк переміг його. Капітану ввели більшу дозу сироватки, але це тільки змусило Блонського жадати більше сили, тому він і змушує доктора Семюеля Стернс перелити йому кров Брюса Баннера, попри те, що доктор здогадався, що йому вже щось ввели й суміш з кров'ю Беннера може дати огиду. Мутувавши в Огиду, він лютує в районі Гарлем у Нью-Йорку, перш ніж бути переможеним Галком, який майже задушив його до смерті, але Бетті Росс переконала Галка зупинится і його передали генералу Россу. Згодом його відправили до кріосховища.
- Під час інтерв'ю з Craveonline в грудні 2014 року Тім Рот розповів, що йому запропонували повторити свою роль в «Месники: Ера Альтрона», але плани провалилися під час підготовки виробництва.

### Відеоігри
- Огида з'явиться у «Marvel's Avengers».